# Pascal Naftali Kondaponi
Pascal Naftali Kondaponi est un footballeur nigérian né le 26 décembre 1980 à Lagos.

## Carrière
- 2000-2001 : CF Puebla  Mexique
- 2001 : SC Freamunde  Portugal
- 2001-2002 : CD Nacional  Portugal
- 2002-2004 : Vitória Setubal  Portugal
- 2004-2005 : FC Penafiel  Portugal
- 2005-2006 : Vitória Setubal  Portugal
- 2006-2007 : Portimonense SC  Portugal
- 2007-2008 : Deportivo Aves  Portugal
- 2008 : Ljungskile SK  Suède
- 2009 : Qingdao Jonoon  Chine
- 2010- : 1º de Agosto  Angola